# Рожеріо Гоміш
Рожеріо Гоміш (порт. Rogério Gomes; нар. 7 жовтня 1974, Альтероза, Бразилія) — бразилійський священник, редемпторист, доктор морального богослов'я, професор Альфонсіанської академії в Римі; з 27 вересня 2022 року генеральний настоятель (архимандрит) Згромадження редемптористів.

## Життєпис
Рожеріо Гоміш народився 7 жовтня 1974 року в м. Альтероза, Мінас-Жерайс, Бразилія. Походить з невеликої родини. У 1994 році вступив до семінарії святого Альфонса Згромадження редемптористів в Апаресіді, Сан-Паулу. 27 січня 2002 року склав першу професію в Згромадженні, а 10 червня 2006 року був висвячений на священника.
Працював форматором студентів філософії та богослов'я. У 2007 році поїхав до Риму на вищі студії з вивчення морального богослов'я. Після отримання ліценціатського ступеня повернувся до Сан-Паулу і викладав моральне богослов'я, біоетику та інші курси в «Instituto São Paulo de Estudos Superiores», «Escola Dominicana de Teologia» і «Faculdade de Teologia São Bento».
У 2009 році він знову поїхав до Риму на докторські студії з морального богослов'я. З 2013 року — професор Альфонсіанської академії. У 2014 році був обраний провінційним настоятелем провінції Сан-Паулу, а згодом президентом Об'єднання Редемптористів Бразилії. У 2014—2016 роках він також був віце-президентом Вищого інституту богослов'я.
У 2016 році під час XXV Генеральної Капітули в Паттаї, Таїланд, був обраний Генеральним консультором Конференції Редемптористів Латинської Америки та Карибського басейну. Як генеральний консультор (2016—2022) він був членом Генерального Секретаріату Формації, Комісії Братів Редемптористів та Змішаної Комісії Альфонсіанської Академії. Він також був членом Комісії Римських Атенеумів (Міжнародного Союзу Генеральних Настоятелів).
Під час XXVI Генеральної Капітули в Римі, 27 вересня 2022 року, о. Рожеріо Гоміша було обрано 18-м Генеральним настоятелем Згромадження Найсвятішого Ізбавителя.
Отець Рожеріо Гоміш є запрошеним професором Альфонсіанської академії в Римі, членом Бразильського товариства біоетики, Бразильського товариства морального богослов'я і Мережі досліджень спостереження, членом групи PHAES (людська особистість, антропологія, етика та сексуальність) Папського католицького університету Сан-Паулу.
Володіє португальською, італійською, іспанською та розуміє французьку.